# (S)-limonen 7-monooksigenaza
-limonen 7-monooksigenaza (EC 1.14.13.49, (-)-limonenska 7-monooksigenaza, (-)-limonenska hidroksilaza, (-)-limonenska monooksigenaza, (-)-limonen,:kiseonik oksidoreduktaza (7-hidroksilacija)) je enzim sa sistematskim imenom (S)-limonen,:kiseonik oksidoreduktaza (7-hidroksilacija). Ovaj enzim katalizuje sledeću hemijsku reakciju
()-limonen + NADPH + H+ + O2 {\displaystyle \rightleftharpoons } (-)-perilil alkohol + NADP+ +2O
Ovaj enzim ima visoku specifičnost. On može da koristi NADH umesto NADPH, ali je brzina reakcije znatno niža. On je hem-tiolatni protein (P-450)

## Literatura
- Nicholas C. Price; Lewis Stevens (1999). Fundamentals of Enzymology: The Cell and Molecular Biology of Catalytic Proteins (Third изд.). USA: Oxford University Press. ISBN 019850229X.
- Eric J. Toone (2006). Advances in Enzymology and Related Areas of Molecular Biology, Protein Evolution (Volume 75 изд.). Wiley-Interscience. ISBN 0471205036.
- Branden C; Tooze J. Introduction to Protein Structure. New York, NY: Garland Publishing. ISBN 0-8153-2305-0.
- Irwin H. Segel. Enzyme Kinetics: Behavior and Analysis of Rapid Equilibrium and Steady-State Enzyme Systems (Book 44 изд.). Wiley Classics Library. ISBN 0471303097.
- William P. Jencks (1987). Catalysis in Chemistry and Enzymology. Dover Publications. ISBN 0486654605.

## Spoljašnje veze
- (S)-limonene+7-monooxygenase на 